# Valencia-fruits
Valencia-fruits és un setmanari en castellà publicat a València des de 1962 i dedicat a l'agricultura valenciana. Els seus fundadors i primers directors foren els periodistes Martí Domínguez Barberà i Josep Ferrer i Camarena. Entre els seus col·laboradors figuren Vicent Ventura, Rosa Solbes i Joan Josep Pérez Benlloch. Durant la transició, el diari adoptà una línia editorial demòcrata-cristiana moderada i europeista.